# Accademia Tadini
L'Accademia di belle arti Tadini si trova a Lovere (in provincia di Bergamo) ed è una preziosa testimonianza della cultura del neoclassicismo in Italia.
La Galleria ospita una prestigiosa raccolta d'arte antica, che comprende tra l'altro un importante nucleo di opere di Antonio Canova: il bozzetto in terracotta della Religione per il Monumento a Papa Clemente XIII, la Stele Tadini e una raccolta di oltre trenta incisioni.
Il museo espone dipinti di Lorenzo Veneziano, Jacopo Bellini, Francesco Benaglio, Girolamo da Treviso il Vecchio, Paris Bordon, Bernardino Campi, Jacopo Palma il Giovane, Carlo Francesco Nuvolone, Gian Giacomo Barbelli, Tommaso Pombioli, Liberale da Verona, Paolo Farinati, Antonio Balestra, Angelo Morbelli, Giacomo Ceruti detto il Pitocchetto, Fra Galgario, Francesco Hayez, Lionello Balestrieri, oltre a importanti raccolte di bronzetti, disegni e porcellane.
L'Accademia Tadini fa parte della Rete dell'Ottocento lombardo.

## La sede

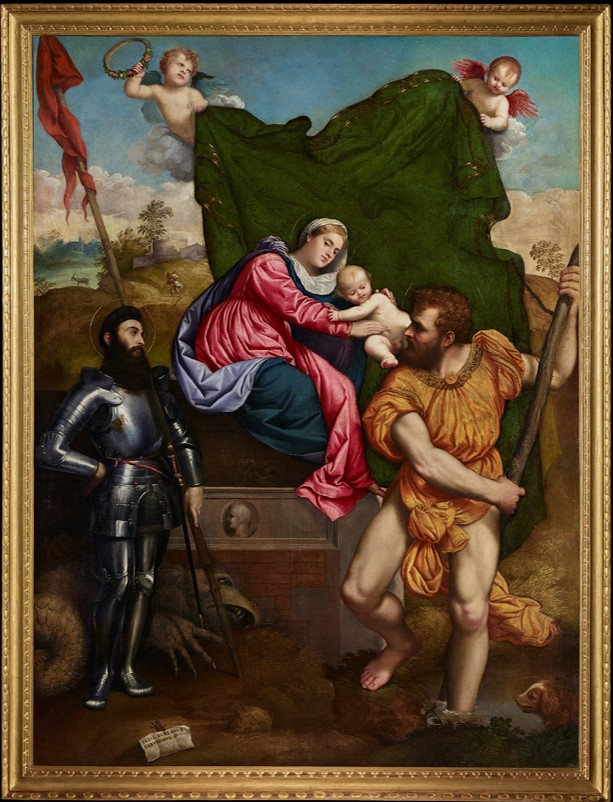
Paris Bordon, Miracolo di San Cristoforo. Le fattezze di San Giorgio sono quelle di Giulio Manfrone. XVI secolo.

L'Accademia di belle arti Tadini ha sede a Lovere, nel palazzo neoclassico che si affaccia sulle sponde del Lago d'Iseo e che fu appositamente edificato su progetto di Sebastiano Salimbeni, architetto dilettante, dal conte Luigi Tadini (Verona, 1745 - Lovere 1829) per ospitare le collezioni d'arte e, nell'attiguo Palazzo Barboglio, le scuole di musica e disegno. Il cantiere avviato nel 1820, fu concluso nel 1826.
L'edificio conserva ampie parti dell'originaria decorazione neoclassica, come i fregi sulle pareti e i soffitti dipinti da Luigi Dell'Era nel 1826 a tempera su carta applicata su tela, una tecnica in uso per le scenografie teatrali.
Particolarmente pregevole il gabinetto archeologico, con decorazioni in stile pompeiano ispirate alle decorazioni parietali individuate negli scavi di Pompei e di Ercolano.

## La storia
Con il suo testamento (datato 4 marzo 1828), pubblicato il 12 maggio 1829, il conte Luigi Tadini istituì formalmente l'Istituto di belle arti Tadini, con una Galleria per ospitare le collezioni d'arte, la Scuola di musica “istrumentale e vocale” e una Scuola di disegno (tuttora attive).

## Antonio Canova e i conti Tadini

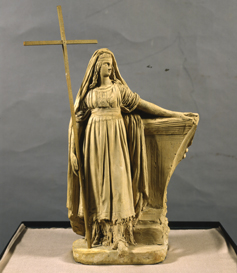
Antonio Canova, La Religione, bozzetto per il monumento a Clemente XIII

Antonio Canova conobbe il conte Luigi Tadini, in viaggio d'affari con il figlio ventunenne Faustino, a Roma, nel proprio studio nel 1794. Da questo incontro nacque il fortunato volumetto di Faustino Tadini, Le sculture e pitture di Antonio Canova pubblicate fino a quest'anno 1795 (Venezia 1796), prima attestazione critica della fama dell'artista alla cui gestazione non fu estraneo l'entourage canoviano.
Segno concreto della stima dell'artista nei confronti della famiglia Tadini fu il dono del bozzetto per La Religione, destinata al monumento a Clemente XIII. Come ebbe a far notare lo stesso D'Este, pochi in Italia potevano vantarsi di possedere una terracotta originale di Canova. Il conte Tadini, dal canto suo, incrementò la propria raccolta acquistando un certo numero di incisioni che riproducevano le opere canoviane. Il fondo loverese, recentemente riscoperto e restaurato, permette qualche significativa aggiunta al catalogo completo.
Intorno al 1818 il conte Tadini, avendo ormai concluso l'allestimento del proprio Museo nel palazzo di Crema, maturò l'ambizioso progetto di arricchirlo con un'opera di Canova. L'interesse del conte Luigi Tadini era rivolto innanzitutto alle “teste ideali”, genere ben noto in Lombardia grazie all'interesse riservato da altri collezionisti. Particolare rilievo assume in questo senso la vicenda del bresciano Paolo Tosio, i cui rapporti con il conte Tadini sono facilmente intuibili a fronte della comune frequentazione dell'Ateneo di scienze, lettere ed arti bresciano.
Fu Antonio Canova a suggerire al conte Tadini che desiderava una sua opera l'esecuzione di una stele in memoria di Faustino. Il gesso originale è conservato presso i Musei Civici di Bassano del Grappa. Eseguita tra il 1819 ed il 1821, la Stele Tadini rappresenta forse l'ultimo capolavoro dell'artista, che rielabora il tema della dolente già impostato nella precedente Stele Volpato (Roma, Santi Apostoli), trasfigurando il ricordo del tragico episodio nel quale scomparve Faustino Tadini una commossa elegia. Il tema va senz'altro messo in rapporto con il dibattito sul significato della memoria e dei monumenti funerari che in quegli anni vedeva impegnati sul fronte letterario Ugo Foscolo, Ippolito Pindemonte e Pietro Giordani.
L'ultima tappa riguarda il mito di Canova, scomparso a Venezia il 13 ottobre 1822, nella collezione Tadini. Ne è precoce attestazione il Ritratto di Antonio Canova, busto in gesso, ispirato ad una incisione di Antonio d'Este (pure conservata nella raccolta Tadini), ricavato dallo stesso modello già adottato per l'incisione riprodotta nel volumetto di Faustino Tadini. Il busto fu proposto a Lattanzio Querena come modello per la tela commissionata dal conte Tadini nel 1828, parte di un progettato ciclo di “Uomini illustri”.

## La biblioteca
L'ultima sala del percorso della Galleria, raccordo tra lo spazio espositivo e gli appartamenti privati, ospita la biblioteca privata del conte Luigi Tadini e del figlio Faustino. Così la descriveva, nel 1828, il conte Tadini: "Non magnificenza di edizioni, non numero sterminato di libri formano il pregio di questa libreria, ma bensì la scelta di buone opere, in lingue antiche e moderne, adatte particolarmente all'istruzione della gioventù, e formanti circa sette mila volumi, consacrati all'uso e non al lusso".
L'ampio salone è stato oggetto, tra il 2011 e il 2012, di un intervento di restauro che ne ha consentito la restituzione al pubblico come parte integrante del percorso museale. Le pareti sono dipinte a calce in color verde acqua; il soffitto eseguito da Luigi Dell'Era è composto da fogli in carta applicati su tela come gli altri della Galleria e presenta una sobria decorazione.
Particolare importanza assume l'arredo, costituito da quattro armadi in stile impero in legno dipinto e dorato destinati ad accogliere i libri nella parte superiore, e le collezioni numismatiche e di grafica nella parte inferiore; un grande tavolo centrale in stile Direttorio; una sedia, la cosiddetta “scalascranna”, curioso oggetto progettato dal modenese Sebastiano Salimbeni, nipote del conte e architetto del palazzo, che anticipa il design contemporaneo in quanto utilizzabile sia come sedile, sia come scaleo per accedere ai piani alti della biblioteca.
Ogni armadio è articolato in scansie contraddistinte da lettere dell'alfabeto, da A ad O: l'antico ordinamento è restituito dal Catalogo delle opere esistenti nella Biblioteca Tadini e dal Catalogo alfabetico degli autori opere dei quali esistono nella Biblioteca Tadini, due inventari manoscritti grazie ai quali è possibile ricostruire la disposizione originaria.
Il patrimonio librario ha in seguito subito qualche incremento in seguito alle aggiunte portate dai successivi direttori: tra questi, particolare rilievo assumono i volumi aggiunti dal primo direttore, don Paolo Macario (1798-1868), singolare figura di sacerdote intellettuale la cui cultura spaziava dal teatro francese del Settecento ai testi di teologia, e probabile autore di una raccolta manoscritta intitolata "Pensieri per il libero spirito" nella quale sono trascritte poesie la cui circolazione era vietata dalla censura austriaca.
La Biblioteca dell'Accademia Tadini aderisce alla rete del Servizio Bibliotecario Nazionale (SBN) dal 2012; il patrimonio può essere interrogato attraverso il catalogo del Polo Regionale Lombardo. Il patrimonio ammonta attualmente a 4.600 volumi.

## Il Gabinetto delle Antichità
Il Gabinetto delle antichità nella Galleria riflette due diversi momenti culturali. La collezione si è prevalentemente formata attraverso acquisti fatti dal conte Tadini durante il suo viaggio in Italia, effettuato in più occasioni fra il 1793 e il 1797, e in particolare durante il lungo soggiorno nel Regno di Napoli. Il conte Tadini ebbe modo di visitare gli scavi di Ercolano e di Pompei, le collezioni di antichità pubbliche e private e di incontrare alcuni dei protagonisti della vita culturale del tempo, tra i quali Lord William Hamilton e sua moglie, la celebre Emma.
L'allestimento del Gabinetto delle antichità di Lovere rispecchia il desiderio di creare un ambiente “in stile” idoneo all'esposizione dei reperti archeologici: lo scenografo Luigi Dell'Era, autore delle decorazioni del palazzo, ha ricreato una serie di quinte architettoniche ispirate alla pittura parietale romana tratte dalle incisioni conservate nella collezione del conte.

## La collezione di porcellane
Ordinati in vetrine ottocentesche, gli oggetti in porcellana acquistati dal conte Luigi Tadini nel corso dei suoi viaggi (a Napoli tra il 1793 ed il 1797, a Parigi nel 1802) o durante i ripetuti soggiorni a Milano e a Venezia, come testimonianza delle diverse manifatture italiane ed europee, e rappresentano uno snodo importante per lo studio del collezionismo di porcellane in Lombardia.
La collezione comprende innanzitutto un grande servizio da tavola per dodici persone prodotto nella manifattura parigina di Jean Baptiste Locré nell'ultimo decennio del Settecento e rimasto in uso in palazzo almeno fino al quarto decennio dell'Ottocento Accademia di Belle Arti TADINI: Opere. La manifattura parigina produceva porcellana "allemande", come raccontavano le pubblicità apparse sui giornali dell'epoca, e al modello sassone si ispirano sia il decoro dei piatti, con fiori "au naturel", sia la marca, due fiaccole incrociate, facilmente confondibili con le celeberrime spade blu di Meissen. Continuamente incrementato per adeguarlo all'uso, il servizio rappresenta il nculeo principale, accanto al quale si contano numerosi esempi di porcellane provenienti da manifatture parigine, quali Rue Thiroux, Nast, Darte, e naturalmente Sèvres. Non poteva mancare uno scelto gruppo di porcellane di Meißen, Vienna e altre fabbriche dell'impero. Per qualità e coerenza, si impone il gruppo dedicato a Napoli, che comprende uno straordinario nucleo di sei tazze realizzate a (Capodimonte e attribuite al decoratore Giovanni Caselli), mentre la produzione della Reale Fabbrica Ferdinandea, poi nota come Real Fabbrica di Napoli, documenta il gusto per l'antico e l'attenzione alle vedute del Regno. Tra i capolavori è il gruppo di Filippo Tagliolini con Il giudizio di Paride, cui vanno aggiunti i due busti di Berenice e di Marco Emilio Lepido. Completano la raccolta i prodotti della manifattura Franchini di Este e i biscuits di Giovanni Volpato.
Attraverso l'esame della collezione si segue il passaggio dallo stile rococò settecentesco al neoclassico. A questo si aggiungono pezzi che provengono dal corredo di casa del conte Tadini, compresi alcuni pezzi di uso frequente, come il gruppo di ceramiche bianche prodotte dalla Manifattura Bottaini a Sovere.

## La raccolta di quadri
Negli anni della soppressione delle istituzioni ecclesiastiche, Luigi Tadini acquista dipinti per fare del suo “Museo Tadiniano” una testimonianza della storia della città: entrano così nella raccolta dipinti la Pala Manfron, capolavoro di Paris Bordon e le pale d'altare di Vincenzo Civerchio e Aurelio Gatti provenienti dalle chiese di Crema, oltre alle opere di Bernardino Fusari, Gian Giacomo Barbelli e Tommaso Pombioli.
Intorno al 1810 il conte sposta i propri interessi verso la pittura veneta e acquista capolavori come la trecentesca Madonna con il Bambino di Jacobello di Bonomo, la Madonna Tadini di Iacopo Bellini, la Madonna con il Bambino e santi di Jacopo Palma il Giovane, il Cristo morto di Piero della Vecchia. A questi si aggiungono dipinti di scuola veronese tra ‘400 e ‘700 - la Madonna con il Bambino di Francesco Benaglio, le due pale con San Francesco e San Guglielmo di Domenico Brusasorzi, la Fuga in Egitto di Felice Brusasorzi e le opere di Paolo Farinati e Jacopo Ligozzi.
Significativa la presenza di opere seicentesche e settecentesche, collezionate quando il gusto corrente era rivolto al classicismo nelle sue varie espressioni piuttosto che al Barocco: approdano così in Galleria le opere di Carlo Francesco Nuvolone, Pietro Ricchi, Pietro della Vecchia, Bernardo Strozzi, Giovan Battista Langetti, Carlo Maratta, fra Galgario.
Il conte Tadini non si interessò invece alla pittura contemporanea: le opere ottocentesche giunsero in Galleria dopo la sua morte e costituiscono il patrimonio del Museo dell'Ottocento.

## Il Museo dell'Ottocento
I manufatti e i documenti che testimoniano la partecipazione all'epopea risorgimentale, sia pubbliche – riconoscimenti ufficiali, le medaglie – sia private – lettere, documenti, oggetti personali o appartenenti a protagonisti – furono gelosamente custoditi dalle famiglie loveresi come segno forte della storia familiare. La donazione alle collezioni dell'Accademia Tadini testimonia un'acquisita coscienza dell'importanza storica dei materiali per la comunità.
Risale al 1915 la donazione della collezione di Giovanni Battista Zitti, il nucleo principale, raccolta nelle sale della villa “Caprera” a Bossico. La collezione, integrata da prestiti esterni, era stata esposta al pubblico per la prima volta in una mostra presso l'Accademia Tadini nel 1893 e fu donata all'istituzione dalla cognata Teresa Banzolini Storti, che aggiunse un importante nucleo di documenti relativo alla propria famiglia, con le memorie di Enrico Banzolini. Il nobile gesto di Teresa Banzolini sollecitò una serie di ulteriori donazioni.
L'avvocato loverese Dionigi Castelli, che partecipò con importanti prestiti alla mostra nazionale del Risorgimento nel 1884 e fu tra i fondatori del Museo del Risorgimento di Torino, lasciò per testamento nel 1912 alcuni cimeli oltre al proprio archivio personale.
Fortunato Canevali, pioniere della ricerca e della tutela in Val Camonica, donò a più riprese (1916 e 1918) il proprio medagliere, composto da oltre 400 medaglie popolari (molto rare) e commemorative, compreso tra il 1846 ed il 1930.
Varie famiglie consegnarono al museo una serie di oggetti legati alla memoria familiare o al soggiorno loverese di Garibaldi tra luglio e agosto 1859: lo scialle, la sciarpa e il fazzoletto, il bastone, una copia firmata dei “Sepolcri” di Ugo Foscolo, due proclami, alcune lettere.
Giulio Tommasi, figlio del patriota Camillo, che aveva ereditato dall'avvocato Orazio Gallini un prezioso nucleo di documenti relativi alle Cinque giornate di Milano tra i quali una serie di fogli sciolti con caricature e rari testi dialettali a carattere satirico, nel 1917 ne fece dono all'Accademia.
L'inventario compilato nel 1921 dal direttore, Enrico Scalzi, rappresenta una preziosa traccia per ricostruire l'antico assetto del Museo, allestito nelle sale dell'Accademia Tadini.
Le opere del pittore loverese Giorgio Oprandi rappresentano una significativa testimonianza della "pittura coloniale" italiana dei primi decenni del Novecento.

## Cataloghi delle collezioni
- Accademia Tadini di Lovere e Collezioni private, II, in Corpus Graphicum Bergomense. Disegni inediti di Collezioni bergamasche, Monumenta Bergomensia, XXVII, Bergamo 1970.
- Gian Giacomo Barbelli di Crema (+1656), disegni inediti dell'Accademia Tadini di Lovere, con prefazione di U.Ruggeri, Monumenta Bergomensia, XXVIII, Bergamo 1970.
- I restauri del Tadini, catalogo della mostra, Lovere 2000.

## I Quaderni dell'Accademia Tadini
- 1. Materiali garibaldini nelle collezioni dell'Accademia Tadini. I, a cura di M. Albertario, Milano 2008.
- 2. Antonio Canova nelle collezioni dell'Accademia Tadini, a cura di M. Albertario, Milano 2010.
- 3. L'Andata al Calvario di Marco Palmezzano. Restauri, ricerche, interpretazioni, atti della giornata di studi (Lovere, Accademia Tadini, 29 settembre 2012), a cura di V. Gheroldi, Gianico 2014.
- 4. Jacopo Bellini, La Madonna Tadini. Studi e ricerche intorno a un restauro, a cura di M. Albertario, A. Mazzotta, Milano 2018.